# 戶外電影院
戶外電影院是指露天的電影院，它由数字或模拟电影放映机、棚架或充气电影屏幕以及音响系统组成。戶外電影院最早始于1916年左右的德国柏林。
戶外電影院放映電影時，观众通常坐在露天的椅子或毯子上。一些好莱坞電影的世界首映会選擇在户外电影院放映，有时明星也会出席。在戶外電影院放映電影時這些電影大多可以免费觀看。
随着电影放映机价格的下降，流動户外电影院变得越来越普遍。这些户外电影院是由一些业余爱好者组成的团体以极少的预算来经营。通常這些團體在网上先商討如何在一個地點搭建户外电影院，然后團體成員在事先擬定好的地點例如公园、空旷的停车场或其他公共场所聚集並搭建户外电影院。流動户外电影院非常简陋，通常僅使用一个晚上就要拆除。床单、便携式屏幕或放映地點現成的墙壁被用来作为投影图像的屏幕。而放映電影所需的电力則来自发电机或汽车电池。在台灣，也常以戶外電影院做為酬神戲。

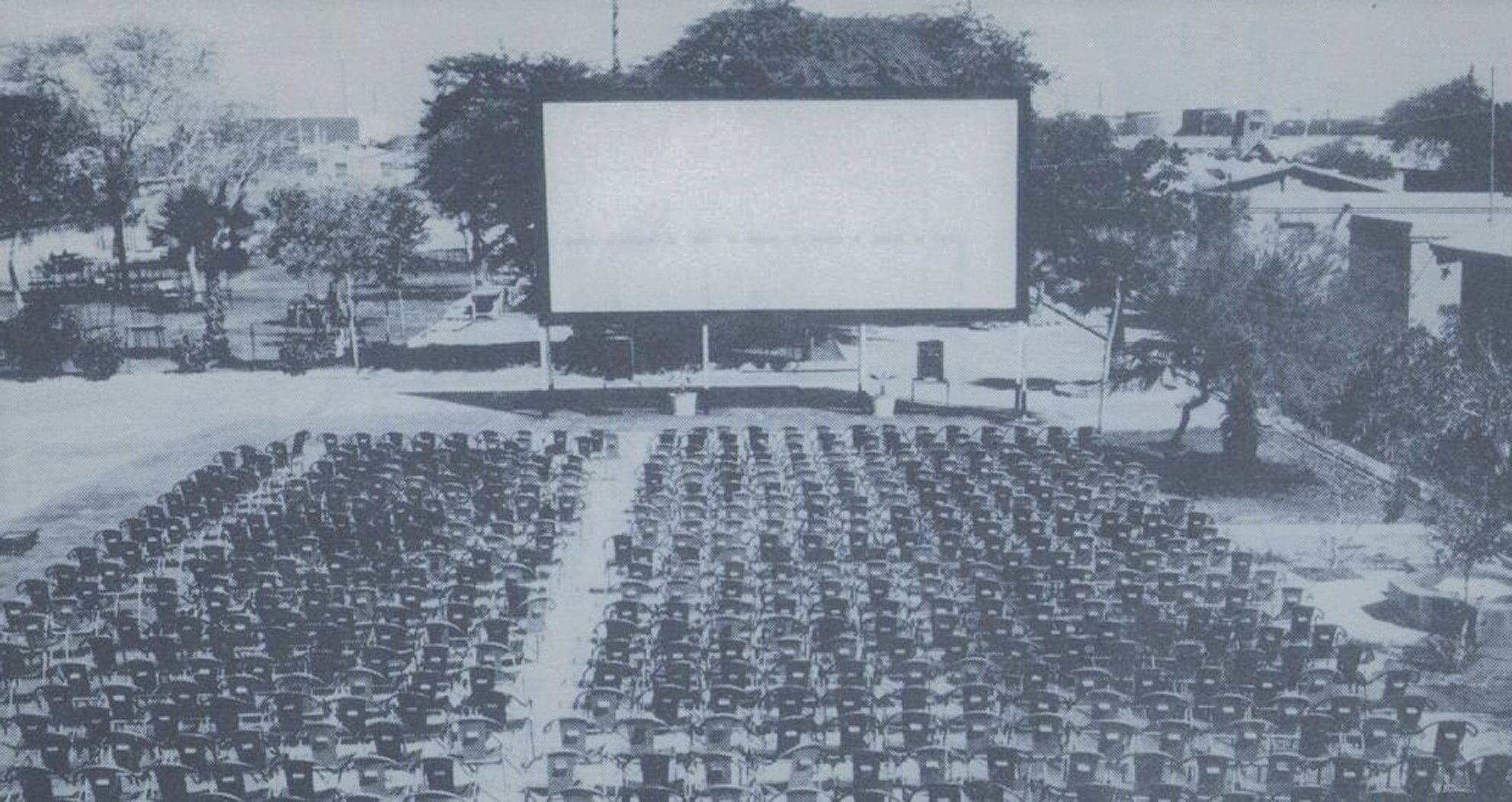
1960年代位於伊朗阿巴丹的户外电影院

## 另見
- 汽車戲院